# 大橋博 (長崎市長)

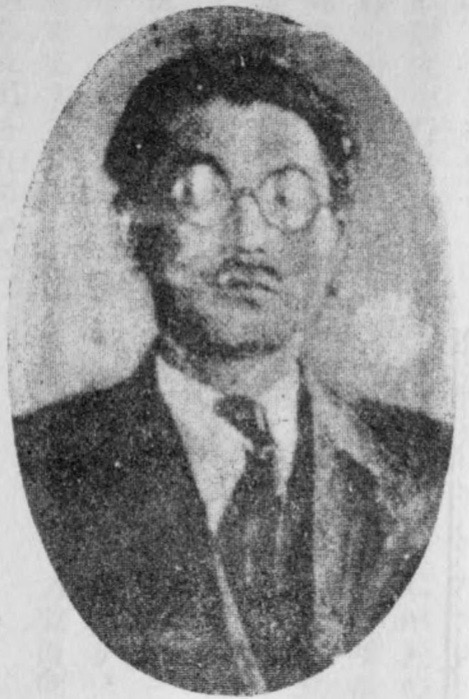
大橋博

大橋 博（おおはし ひろし、1897年3月 - 1965年12月1日）は、日本の政治家。長崎市長（1期）。

## 経歴
長崎高等商業学校(現・長崎大学経済学部)卒業後、三菱長崎造船所に入り、その後、三菱製鋼長崎製鋼所副長となった。
1947年4月、第1回長崎市長選挙に長崎地区労や民主党の推薦を得て立候補し、選挙の結果、前助役らを破り、当選した。
当選後の最大の課題は食糧不足の解消で、食糧確保のため市外の住民の市内への転入制限や飲食店の休業が相次いだ。市民への食糧は米軍の援助もあり、まず確保された。
長崎市は原爆による戦災からの復興が進み、市民生活も徐々に安定を保ち、原爆投下から3年後の1948年8月9日初の市主催による原爆犠牲者の慰霊祭が行われ、大橋は市長として挨拶を述べ、市議会議長が「平和宣言」を行った。同じように原爆の被害を受けた広島市が国から復興資金を受けられる「広島平和記念都市建設法」を検討していることを聞くと、長崎市も「長崎国際文化都市建設法」案を掲げた。両法案は1949年5月11日に国会で可決され、これらは日本国憲法第95条に基づく「一の地方公共団体のみに適用される特別法」のため、施行には長崎市での住民投票が必要となった。この法律の長崎市の住民投票は7月7日に行われ、投票率73.5%、賛成98.6%で原爆投下から4年後の8月9日に公布された。
1951年の市長選に日本社会党の推薦を受け、立候補し再選を目指したが、保守系候補の弁護士の田川務に敗れた。
1965年12月1日、68歳で死去した。